# Monorhaphis
Monorhaphis is een geslacht van sponsdieren uit de klasse van de Hexactinellida.

## Soort
- Monorhaphis chuni Schulze, 1904